# 대전 고산사 대웅전
대전 고산사 대웅전(大田 高山寺 大雄殿)은 대전광역시 동구 대성동, 고산사에 있는 조선시대의 대웅전이다. 1989년 3월 18일 대전광역시의 유형문화재 제10호로 지정되었다.

## 개요
식장산에 자리하고 있는 고산사는 통일신라 정강왕 원년(886)에 도선국사가 지었고, 조선 인조 14년(1636)에 수등국사가 다시 지은 것으로 알려져 있다. 현재 고산사내에는 대웅전과 극락보전·양성각 등이 있으며, 대웅전 앞 왼쪽에는 부도가 2기 있다.
앞면 3칸·옆면 3칸 규모의 대웅전은 지붕 처마를 받치면서 장식을 겸하는 공포가 기둥 위와 기둥사이에도 있는 다포양식이다. 또한 건물 양쪽 옆면의 기둥사이에도 공포가 1개씩 배치되어 있다. 이것으로 보아 지붕도 지금과 같은 단순한 맞배지붕이 아니라, 지붕 옆면이 여덟 팔(八)자 모양인 화려한 팔작지붕이었던 것을 알 수 있다.
대웅전 안에는 석가모니를 모시고 있으며, 불단을 서쪽으로 마련하였다. 부처 뒤에 있는 탱화는 조선 순조 15년(1815)에 청도 운문사에서 그려진 것이다.

## 참고 자료
- 고산사대웅전 - 국가유산청 국가유산포털